# Sun-1
Sun-1 — первое поколение рабочих станций и серверов, произведенных корпорацией Sun Microsystems, запущенных в мае 1982 года. Они были основаны на плате, разработанной Энди Бечтолшеймом во время его обучения в Стэнфордском университете и спонсируемой Агентством по перспективным оборонным научно-исследовательским разработкам США. На Sun-1 использовалась операционная система SunOS 0.9, версии UNIX V7, портированной на микропроцессоры Motorola 68000, без оконной системы.
Первая рабочая станция Sun-1 была продана компании Solo Systems в мае 1982 года.

## Модели
| Модель  | Шасси                        |
| ------- | ---------------------------- |
| Sun 100 | 7-slot Multibus (desktop)    |
| Sun 150 | 15-slot Multibus (rackmount) |